# Marxisme-léninisme

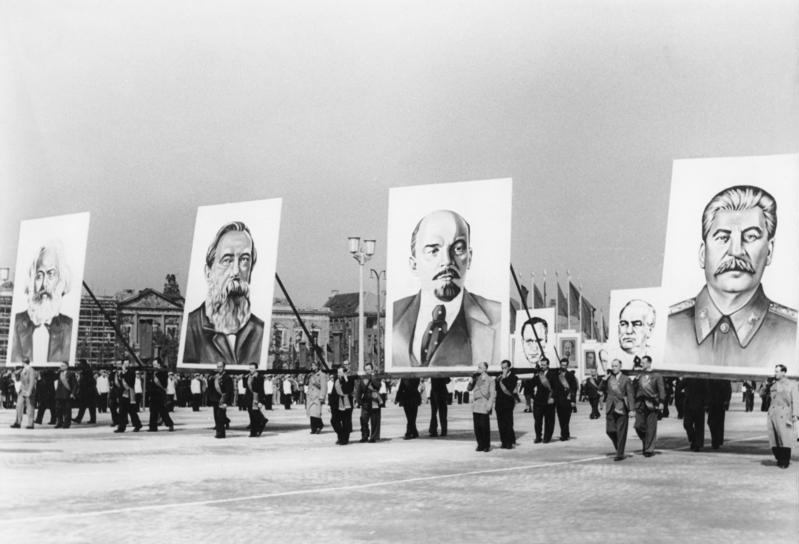
Portraits de Marx, Engels, Lénine et Staline lors d'un défilé en République démocratique allemande, en 1953.

Le marxisme-léninisme est un courant politique se réclamant d'une filiation directe entre la pensée de Marx et l'apport de Lénine à la théorie révolutionnaire communiste. Apparu après la mort de Lénine, il fut jusqu'aux années 1970 l'idéologie officielle de la tendance prépondérante du mouvement communiste, des partis et des États alignés sur l'URSS ou sur la république populaire de Chine.
L'expression est utilisée pour désigner non seulement l'interprétation du marxisme par Lénine, mais également la mise en orthodoxie du léninisme par Joseph Staline ; pendant la période stalinienne, elle finit par se substituer à celle de léninisme. L'appellation « marxiste-léniniste » désigne alors de manière générale l'idéologie en vigueur et obligatoire en URSS comme dans les partis membres de l'Internationale communiste et, plus spécifiquement, l'interprétation stalinienne de la pensée léniniste, toutes les autres — notamment le trotskisme — étant stigmatisées comme hérétiques. Après 1945, le marxisme-léninisme devient l'idéologie dont se réclament les autres régimes communistes, et le demeure après la déstalinisation. Il connaît cependant, dans son contenu doctrinal, de nombreuses variations au gré des contextes nationaux — le maoïsme, le hoxhaïsme, comme le titisme se réclament de lui, tout comme le juche à ses débuts — et des impératifs du moment, la nature de l'orthodoxie pouvant varier en fonction des intérêts des régimes en place.
Le marxisme-léninisme a été la doctrine officielle des pays du bloc de l'Est jusqu'à la fin de la guerre froide. Le marxisme-léninisme continue de faire partie des références de certains partis ou groupes staliniens.
Au sein de la pensée marxiste et communiste, certains marxistes se sont montrés critiques et opposés vis-à-vis du marxisme-léninisme, par exemple les communistes de conseils.

## Origines
Le marxisme-léninisme découle du léninisme, nom donné a posteriori à la pensée de Lénine par certains partisans de ce dernier. Lénine juge, dans la brochure Que faire ? (1902), que la révolution a vocation à être organisée en Russie par un parti strictement hiérarchisé et organisé, composé de « professionnels » de l'action politique. Ces derniers constitueraient l'« avant-garde » de la classe ouvrière : les ouvriers n'ayant pas un sens inné de la conscience de classe et de la théorie révolutionnaire, il appartiendra au parti de la leur apporter, et de susciter la lutte des classes. Lénine préconise l'organisation du parti selon le principe du centralisme démocratique, qu'il définit comme l'alliance de la « liberté de discussion » et de l'« unité d'action », et qui implique en pratique que les militants observent de manière stricte les consignes d'action, dès lors que celles-ci ont été débattues et décidées au sein des organes de direction du parti.
Lénine, qui se considère comme un marxiste orthodoxe, reprend les grilles d'analyse de l'économie marxiste et du matérialisme historique, tout en adaptant les concepts marxistes au contexte particulier de la Russie. Dans L'État et la Révolution, rédigé durant la révolution russe, il aborde la question de l'État et du gouvernement sous la dictature du prolétariat, phase qu'il identifie à celle de la socialisation de la force du travail. Après le renversement du capitalisme par le biais d'une révolution violente, les moyens de production passeront sous un régime de propriété sociale, c'est-à-dire sous contrôle de l'État, ce qui correspond selon Lénine au stade du « socialisme », c'est-à-dire du collectivisme économique, ce qui serait la phase « inférieure » de la société communiste. Après ce stade, dont Lénine ne précise pas la durée, l'État disparaîtra progressivement de lui-même, pour aboutir finalement à la phase « supérieure », soit celle de la société sans classes et du communisme intégral, le mot « communisme » étant ici entendu au sens d'organisation sociale égalitaire, sans État ni propriété privée,,.

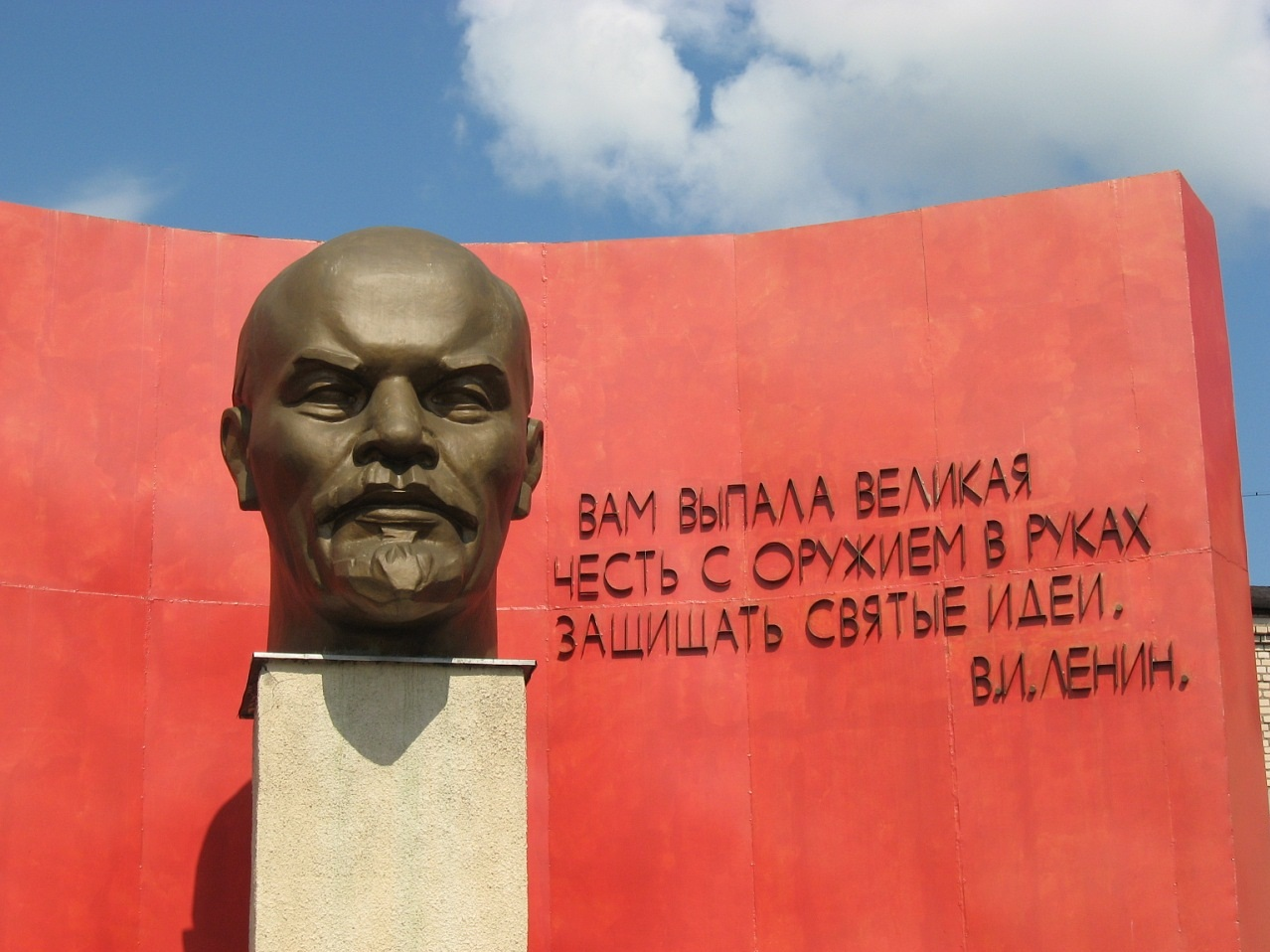
Monument à l'effigie de Lénine, à Minsk.

Sur le plan philosophique, Lénine se conforme au matérialisme dialectique, outil d'analyse censé s'appliquer à l'ensemble de la réalité, et s'appliquer aussi bien à la philosophie qu'à la science et à tous les domaines. Dans Matérialisme et empiriocriticisme (1909), il affirme la nécessité de « l'esprit de parti en philosophie », c'est-à-dire de choisir son camp entre « droite » et « gauche » : la conception léniniste de l'organisation politique, dont les fondements sont la séparation en deux camps radicalement opposés et une stricte discipline du camp révolutionnaire, est donc étendue sur le plan des idées. Pour Lénine, le matérialisme dialectique permet de faire de la représentation en général un reflet de la réalité objective : la pensée humaine est par conséquent capable d'atteindre « la vérité absolue qui n'est qu'une somme de vérités relatives ». Lénine conçoit la pensée marxiste comme étant elle-même d'essence scientifique, le matérialisme ne pouvant qu'être confirmé par les sciences,.
Lénine, tout en prônant la mise en place d'un régime démocratique, se positionne à l'encontre de la démocratie parlementaire et ignore la notion de pluralisme. La révolution d'Octobre, officiellement réalisée au nom des Soviets (conseils ouvriers censés détenir le pouvoir), se solde par un pouvoir sans partage du Parti communiste, dont le Politburo constitue le véritable gouvernement de la Russie soviétique. En 1921, Lénine fait voter, lors du Xe congrès du Parti communiste, une résolution selon laquelle « le marxisme enseigne que seul le parti politique de la classe ouvrière, c'est-à-dire le Parti communiste, est en mesure de grouper, d'éduquer et d'organiser l'avant-garde du prolétariat et de toutes les masses laborieuses ». Alors que Marx n'avait jamais rien écrit de tel, la conception léniniste du rôle dirigeant du Parti est par conséquent élevée au rang d'élément de la « pensée marxiste », consacrant dans les faits le régime du parti unique.
La référence à la pensée de Lénine - dès lors que ce dernier est écarté par la maladie - devient, pour les dirigeants de l'URSS et du Parti communiste - Staline, Trotski, Zinoviev, Kamenev, Boukharine… - une manière d'affirmer leur légitimité dans la perspective de la succession,.
C'est toutefois Staline qui s'impose comme gardien officiel de l'orthodoxie léniniste en prononçant en 1924, à l'université Sverdlov, une série de conférences sur les « principes du léninisme », dont le texte, clair et accessible à un large public, est ensuite recueilli dans une brochure largement diffusée,. Staline est le premier à donner une définition synthétique du « léninisme », qu'il définit comme « le marxisme de l'époque de l'impérialisme et de la révolution prolétarienne. Plus exactement : le léninisme est la théorie et la tactique de la révolution prolétarienne en général, la théorie et la tactique de la dictature du prolétariat, en particulier ». Contestant le caractère propre à la Russie de la pratique de Lénine, Staline décrète que le léninisme a une portée universelle et doit s'appliquer « de manière obligatoire » à la situation politique de tous les pays, sans exception. Les conceptions de Lénine s'étaient déjà imposées à l'ensemble des partis composant l'Internationale communiste, au détriment des approches « gauchistes » comme le communisme de conseils, les autres courants communistes étant exclus ; le léninisme est désormais élevé au rang de doctrine codifiée de manière rigide. Les schémas d'analyse marxistes, le matérialisme historique et le matérialisme dialectique (intronisé philosophie obligatoire pour tout communiste) sont résumés de manière sommaire, sous forme d'une série de causalités rigides et mécaniques ; le léninisme fait dès lors figure de « prête-nom » pour le stalinisme. Staline publie ensuite d'autres ouvrages : le Précis d'Histoire du Parti communiste (bolchevik) de l'URSS, réécriture à son profit de l'histoire du mouvement, et Les Questions du léninisme, recueil de textes régulièrement réédité et augmenté de ses réflexions sur les problèmes d'actualité,.

## Évolutions

### Période stalinienne
Le mot « marxisme-léninisme » lui-même apparaît à la fin des années 1920. En 1934, Vladimir Adoratski, directeur de l'institut Marx-Engels-Lénine, présente la « dialectique matérialiste » comme « le fondement théorique du marxisme-léninisme ». Staline lui-même utilise le mot en 1937 dans Matérialisme dialectique et matérialisme historique, où il parle du « parti marxiste-léniniste ». Staline prend soin, dans ses écrits, de toujours se référer à Lénine, dont il se présente comme le disciple respectueux. Sa seule innovation théorique tient à l'introduction du concept de socialisme dans un seul pays ; prenant acte de l'absence, dans les pays capitalistes développés, d'un mouvement révolutionnaire qui pourrait soutenir le régime soviétique, Staline préconise, non pas de renoncer à la révolution mondiale, mais de renvoyer celle-ci à plus tard et de se concentrer en premier lieu sur la consolidation des acquis révolutionnaires dans la seule URSS. Staline s'oppose ainsi diamétralement au concept de révolution permanente énoncé par Trotski, qui donne la priorité à l'extension mondiale de la révolution,. Le terme léninisme devient le synonyme et le substitut du stalinisme, mais est progressivement remplacé dans les usages par celui de marxisme-léninisme, qui désigne alors précisément la mise en orthodoxie du léninisme par Staline. Boris Souvarine considère que le marxisme-léninisme n'est qu'une « locution mensongère » créée par Staline « pour camoufler ses agissements monstrueux : elle est en réalité synonyme de stalinisme, véritable antithèse du marxisme et caricature même du léninisme ».

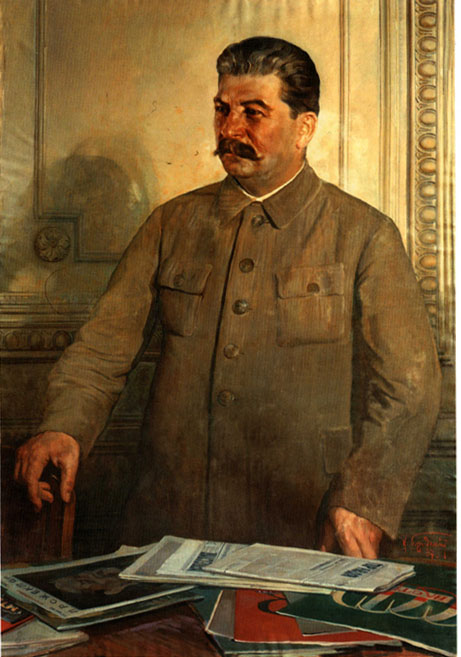
Portrait de Staline par Isaak Brodsky.

À partir de 1928, l'Internationale communiste est le relais de l'idéologie officielle stalinienne ; après la Seconde Guerre mondiale, tous les partis communistes continuent de se conformer au dogme, revendiquant la qualité de staliniens. Le matérialisme dialectique, décrété philosophie obligatoire pour tout communiste est considéré comme une doctrine à laquelle les sciences elles-mêmes sont subordonnées : la méthode « de Marx, Engels, Lénine, Staline », enseignée dans les universités soviétiques, est décrétée « seule méthode scientifique qui existe ». Un culte de la personnalité, aux accents parfois délirants - et qui se reproduit par la suite avec d'autres dirigeants de régimes communistes - se développe autour de Staline, décrété chef infaillible, paré de tous les vertus et de toutes les compétences, qu'il s'agisse des arts ou des sciences,. Au nom d'une vision dogmatique de l'économie et de l'agriculture, Staline met un terme à la Nouvelle politique économique décidée par Lénine et lance au tournant des années 1930 une politique de collectivisation agricole intensive, qui contribue à provoquer une terrible famine en URSS. L'agronome Trofim Lyssenko, soutenu par le pouvoir soviétique, se fait l'avocat d'une théorie pseudo-scientifique - dite « lyssenkisme » - qui prétend plier à la dialectique marxiste les lois de la nature. L'historien Nicholas Riasanovsky souligne qu'outre son caractère de « pseudo-science », le marxisme-léninisme constitue également à plus d'un égard une « pseudo-religion », qui se présente comme une explication totalisante de la réalité, et s'arroge la compétence de décréter, en pratique, ce qui est bien et ce qui est mal, partageant le monde en noir et blanc : dans cette vision de type religieux, le prolétariat joue le rôle du Messie, la société sans classes tient lieu de Paradis, le Parti remplace l'Église, tandis que les œuvres de Marx, Engels, Lénine et, jusqu'à une certaine époque, Staline, font office de « Saintes Écritures ».
Le nom de marxisme-léninisme désigne alors l'idéologie du mouvement communiste majoritaire, aligné sur l'URSS, à l'exclusion des dissidences communistes. En effet, si le trotskisme continue de se réclamer du léninisme - dont Trotski se présentait comme l'héritier - il n'utilise pas le terme de marxisme-léninisme ; c'est également le cas d'une autre tendance communiste plus minoritaire, le bordiguisme (du nom de son inspirateur, l'italien Amadeo Bordiga), qui revendique lui aussi la filiation léniniste tout en s'opposant à la politique suivie en URSS. En revanche, le groupe des révolutionnaires communistes d'Autriche fondé en 1935 se réclame du marxisme-léninisme.
En Chine, durant l'entre-deux-guerres et dans le contexte de la guerre civile chinoise puis de la guerre sino-japonaise Mao Zedong entreprend d'adapter le marxisme aux réalités chinoises. Mao découvre d'abord les écrits de Lénine, qui ne sont guère traduits en chinois, dans la synthèse fournie par Staline. Le dirigeant communiste chinois élabore successivement les concepts de la guerre populaire, soit la mobilisation de la population chinoise via sa militarisation, et de la Nouvelle Démocratie, défini comme un « front uni » rassemblant tous les Chinois adhérant à la cause du Parti communiste chinois ; la « pensée Mao Zedong » (ou maoïsme) s'impose progressivement comme l'idéologie officielle du mouvement communiste chinois.
Après-guerre, le marxisme-léninisme demeure l'idéologie officielle du mouvement aligné sur l'URSS, le dogme stalinien étant même renforcé au début des années 1950 : les partis communistes revendiquent alors volontiers la qualité de staliniens, tandis que le marxisme-léninisme devient la doctrine de nouveaux régimes communistes, ceux du bloc de l'Est en Europe. Il arrive également au pouvoir dans des pays asiatiques comme la république populaire de Chine et la Corée du Nord. Au Viêt Nam, dans le contexte de la guerre d'Indochine, le marxisme-léninisme est lié de manière indissoluble à un discours nationaliste et aux revendications indépendantistes du Việt Minh dirigé par Hô Chi Minh. De nombreux dictionnaires de science politique, publiés durant la période de la guerre froide, ne possèdent pas d'entrée au mot léninisme et traitent uniquement du marxisme-léninisme, faisant remonter rétroactivement le marxisme de Staline à Marx. Des manuels de marxisme se multiplient, se contentant la plupart du temps de reprendre le contenu du Matérialisme dialectique et matérialisme historique de Staline ; le mouvement communiste mondial se réclame désormais du « marxisme-léninisme-stalinisme ».

### Période post-stalinienne
Staline meurt en 1953 ; en 1956, la purge qu'il avait infligée au parti communiste est dénoncée par Khrouchtchev, donnant le coup d'envoi de la déstalinisation. Il faut cependant attendre le XXIIe congrès du PCUS, en 1961, pour que celle-ci soit théorisée : les « errements doctrinaux » de Staline, et notamment son culte de la personnalité, sont dénoncés au nom du marxisme-léninisme même, suivant une logique qui voudrait que l'URSS en revienne au léninisme, identifié au marxisme lui-même, donc à l'authentique marxisme-léninisme. Toutes les ambiguïtés de la déstalinisation ne sont cependant pas levées : l'évolution doctrinale du marxisme-léninisme n'empêche pas le maintien de la référence au matérialisme dialectique (ou diamat), selon la version du dogme édictée dans les années 1930 par Staline, ce qui interdit de fait toute déstalinisation de la théorie communiste. La déstalinisation peut également impliquer, chez certains, l'exigence d'une remise à l'ordre du jour de la pratique léniniste. Le programme soviétique de 1961 annonce à l'horizon de 1980 le passage de l'URSS au stade du communisme intégral, au sens originel du terme. Il s'agit là du dernier document officiel soviétique prévoyant officiellement la réalisation du communisme en tant que société sans classes ; les successeurs de Khrouchtchev, comme les autres dirigeants du bloc de l'Est, se contentent, tout en se réclamant du communisme en tant qu'idéologie, d'annoncer des évolutions sur le chemin du socialisme.

Drapeau de la République démocratique allemande, l'un des pays du bloc de l'Est.

Les interprétations du marxisme-léninisme se multiplient selon les pays, les périodes, et les contextes politiques. Le marxologue Kostas Papaïoannou juge en 1967 que le marxisme-léninisme est devenu une « idéologie sans doctrine » et une « orthodoxie sans dogme », dépourvue de réel contenu. À ses yeux, l'orthodoxie en vigueur dans les pays communistes n'est plus définie que par les impératifs du moment et en fonction des déviances qu'il s'agit de dénoncer : la doctrine se définit dont négativement, par opposition aux autres, tandis que tous les aspects de la théorie marxiste se trouvent réduits à l'état de « catéchisme primaire à l'usage des agitateurs ».

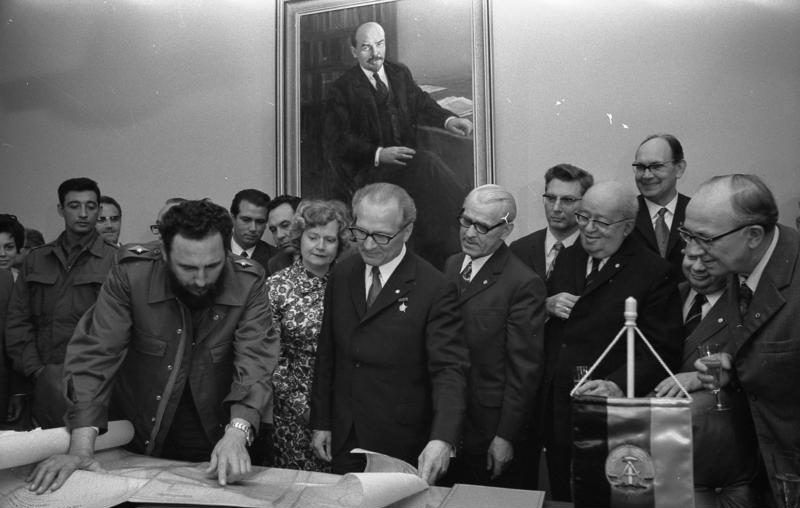
Fidel Castro (Cuba) rencontrant Erich Honecker (RDA).

Plusieurs tendances politiques à usage national se développent hors d'URSS, en continuant de se réclamer du marxisme-léninisme. Le « titisme » - pratique politique plus qu'idéologie - en vigueur en Yougoslavie après la rupture Tito-Staline se distingue principalement, sur le plan économique, par un recours à l'autogestion - dans la réalité, très contrôlée par l'État - des entreprises via des conseils ouvriers, présentée comme un retour aux sources du marxisme, et sur le plan politique par une organisation fédérale propre à la problématique locale des nationalités yougoslaves,. Dans les années 1950-70, de nouveaux régimes politiques se réclamant du marxisme-léninisme apparaissent aussi bien en Asie que sur le continent américain - avec Cuba, où Fidel Castro mâtine l'idéologie marxiste-léniniste de tiers-mondiste - ou qu'en Afrique,. L'identité marxiste-léniniste est également revendiquée par divers mouvements insurgés, que ce soit en Asie, en Afrique ou en Amérique latine ; durant les guerres coloniales portugaises, des mouvements indépendantistes comme le Front de libération du Mozambique et le Mouvement populaire de libération de l'Angola se structurent politiquement en l'adoptant. Le marxisme-léninisme est également l'idéologie de référence de Che Guevara, dont la conception révolutionnaire consiste à apaiser les maux de l'humanité en appliquant les principes du marxisme-léninisme après les avoir fait triompher par le moyen de la guérilla.

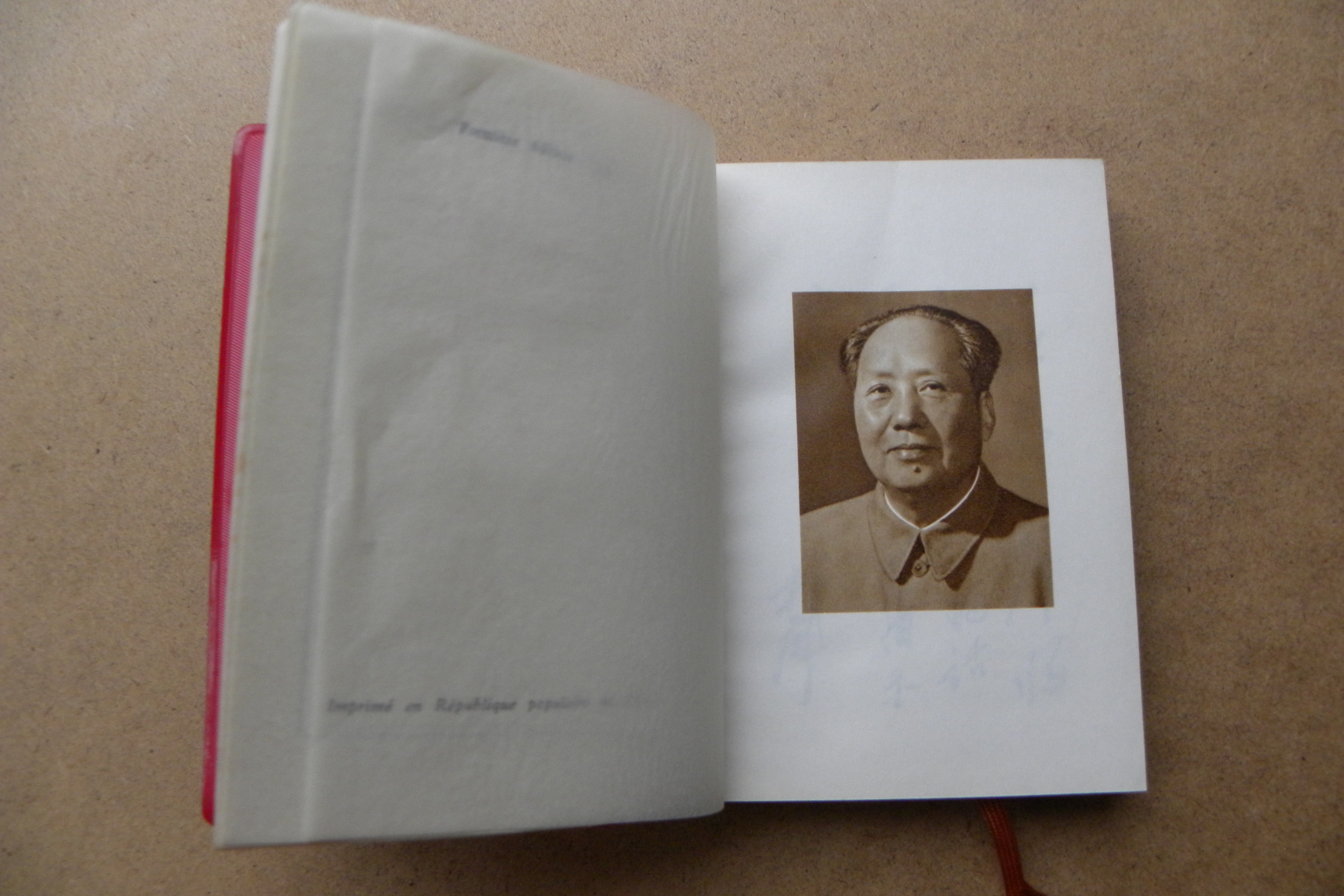
Un exemplaire du Petit Livre rouge de Mao Zedong.

La république populaire de Chine refuse quant à elle la déstalinisation politique, après l'échec de la « libéralisation contrôlée » des « Cent fleurs » : elle rompt ensuite progressivement avec l'URSS, en revendiquant une position « anti-révisionniste ». Mao développe une vision volontariste de l'organisation économique de la Chine, dans le cadre de la transition vers le socialisme. La mobilisation du pays entier, dans le cadre du Grand Bond en avant - tentative de militarisation de l'économie qui vise à rattraper le retard économique de la Chine et à passer directement au stade du communisme intégral - se traduit par un désastre et une gigantesque famine. Les Chinois s'appuient sur les références au léninisme pour dénoncer le « révisionnisme » des Soviétiques. L'Albanie d'Enver Hoxha, qui partage la même ligne « anti-révisionniste » que la Chine et refuse toute déstalinisation politique ou théorique, rompt également avec l'URSS au début des années 1960 et s'aligne sur le régime maoïste. Enver Hoxha applique un marxisme-léninisme dogmatique et pousse l'athéisme officiel jusqu'à interdire en 1967 toute pratique religieuse en Albanie. Des scissions « pro-chinoises » de divers partis communistes apparaissent sur tous les continents dans les années 1960, à l'image du Parti communiste d'Inde (marxiste), du Parti communiste du Brésil, du Parti communiste d'Italie (marxiste-léniniste), ou du Parti communiste marxiste-léniniste de France. Mao, pour sa part, rompt progressivement avec le modèle stalinien d'organisation politique et économique ; en retrait après l'échec du Grand Bond en avant, il entreprend de reprendre le contrôle total de l'État chinois en démantelant l'appareil du Parti communiste par le biais de la révolution culturelle, qu'il présente alors comme une lutte contre la bureaucratie,.
En Asie, le maoïsme, qui combine à la dimension tiers-mondiste un effort de renouvellement théorique, influence divers mouvements, dans des contextes très divers : les Khmers rouges au Cambodge, ainsi que les PC malais, thaïlandais et birmans. Le Parti communiste d'Inde (marxiste) et le Parti communiste japonais rompent quant à eux avec la Chine devant les excès de la révolution culturelle ; en Inde, les maoïstes de stricte obédience, ou « naxalistes » -provisoirement réunis au sein d'une nouvelle scission, le Parti communiste d'Inde (Marxiste–Léniniste), qui éclate ensuite en de multiples groupes - lancent une insurrection armée, qui se prolonge encore de nos jours. En Occident, dans les années 1960-70, de nombreux groupes apparaissent en revendiquant l'influence du maoïsme - ou du « marxisme-léninisme-maoïsme » - comme le Parti communiste d'Allemagne/Marxistes-léninistes, l'Union des jeunesses communistes marxistes-léninistes, la Gauche prolétarienne ou le Parti communiste révolutionnaire américain. Certaines de ces organisations vont jusqu'à appliquer leurs consignes de lutte armée en se livrant à des attentats. L'influence du maoïsme décroît cependant très vite en Occident, après la mort de Mao et le choix du réformisme sous Deng Xiaoping. En Chine, l'idéologie maoïste, tout en continuant de faire partie des références officielles du régime, est vidée de l'essentiel de sa substance et subsiste surtout sous la forme d'une pratique politique autoritaire. L'Albanie, quant à elle, rompt avec la Chine à la fin des années 1970 en faisant le choix de l'isolement politique et du maintien d'une stricte orthodoxie stalinienne. Un certain nombre de partis anciennement maoïstes - qui sont pour la plupart des groupuscules - refusent l'évolution de la Chine et constituent un courant stalinien dit « pro-albanais » (ou « hoxhaïste »).

Drapeau du Parti communiste du Népal (marxiste-léniniste unifié).

En Europe, durant les années 1970, différents partis communistes prennent leurs distances avec le marxisme-léninisme durant la période dite de l'Eurocommunisme : plusieurs partis, comme le Parti communiste français et le Parti communiste d'Espagne, cessent ainsi d'y faire référence dans leurs statuts, afin de souligner leur volonté de rénovation politique. L'initiative de l'Eurocommunisme tourne cependant court et n'empêche pas le PCF, au contraire du Parti communiste italien qui prend quelque distance, de demeurer aligné sur l'URSS,.
Le marxisme-léninisme demeure l'idéologie officielle de l'URSS et de ses alliés du bloc de l'Est durant la période de la perestroïka mise en place par Gorbatchev : le dirigeant soviétique multiplie les déclarations de fidélité au marxisme-léninisme, tout en adoptant un discours se voulant anti-dogmatique et humaniste, et en affirmant sa volonté de remettre à l'ordre du jour les notions léninistes en matière de tactique et de stratégie. Le marxisme-léninisme demeure la référence idéologique au sein du monde communiste jusqu'à l'écroulement des régimes européens, qui se déroule entre 1989 et 1992. Il est également abandonné à partir de 1989, conjointement avec le système de parti unique, dans plusieurs pays communistes non européens comme la Mongolie, le Cambodge et l'ensemble des régimes africains. Le marxisme-léninisme demeure aujourd'hui revendiqué par de nombreux mouvements, d'importance très inégale, à l'image du Parti marxiste-léniniste italien, du Parti marxiste-léniniste d'Allemagne, du Parti communiste d'Espagne (marxiste-léniniste) ou du Parti communiste révolutionnaire de Côte d'Ivoire. En France, différents groupes ont scissionné du PCF dans les années 2000, en continuant de se réclamer des principes marxistes-léninistes, à l'image du Pôle de renaissance communiste en France ou Communistes (actuel Parti révolutionnaire Communistes). Des groupes « hoxhaïstes », voire tout simplement staliniens, continuent par ailleurs d'exister : l'ancien courant « pro-albanais » se réunit au niveau international au sein de la Conférence internationale des partis et organisations marxistes-léninistes (Unité et lutte) tandis que la Conférence internationale des partis et organisations marxistes-léninistes (correspondance de presse internationale) regroupe des organisations maoïstes. Subsistent également des guérillas d'obédience maoïste, comme les naxalites en Inde, le Sentier lumineux au Pérou ou la New People's Army aux Philippines. Au Népal, deux partis se réclamant du marxisme-léninisme, le Parti communiste unifié du Népal (maoïste) — qui a mené durant plusieurs années une guerre civile contre la monarchie, avant de choisir la voie politique — et le Parti communiste du Népal (marxiste-léniniste unifié), ont participé au gouvernement depuis la fin des années 2000, : malgré son nom et son idéologie officielle, le Parti communiste du Népal (marxiste-léniniste unifié) est cependant considéré, à la différence du parti maoïste népalais, comme un parti centriste. Ils fusionnent en 2018 pour former le Parti communiste du Népal.
Le marxisme-léninisme est l'idéologie officielle en république populaire de Chine, au Viêt Nam et au Laos. En Corée du Nord, la mention du marxisme-léninisme a été supprimée dans la constitution de 1992 ; des mentions continuent d'en être faites en tant que « prémisse idéologique et théorique » du juche, l'idéologie à usage national créée par Kim Il-sung.
Le marxisme-léninisme est l'idéologie officielle à Cuba où il est mêlé aux idées de José Martí. Lors du huitième Congrès du Parti communiste cubain, du 16 au 19 avril 2021, les références au marxisme-léninisme disparaissent dans le rapport central du congrès mais aussi par l'absence d'images de Marx, Engels et Lénine dans les locaux du congrès.

## Courants marxistes opposés au marxisme-léninisme
De nombreux courants marxistes s'opposent au « marxisme-léninisme » depuis son apparition. C'est le cas de la part de courants non-léninistes ou anti-léninistes (luxemburgisme, communisme de conseils, marxisme libertaire, marxisme autogestionnaire, austromarxisme), mais aussi de courants léninistes (trotskisme, bordiguisme, damenisme).
Les courants au sein de la Gauche communiste s'oppose au marxisme-léninisme et au stalinisme.

### Les communistes de conseils
Les conseillistes, ou "communistes de conseils", émettent de fortes critiques sur la stratégie révolutionnaire marxiste-léniniste. Les communistes de conseils allemands et hollandais critiquent la vision léniniste et bolchevique du parti et de la dictature du prolétariat en Union soviétique dès les années 1920. Par exemple, Anton Pannekoek est un conseilliste considérant que la dictature du prolétariat s'incarne par les conseils (de travailleurs). S'il y a éventuellement des élections, alors les élus sont des délégués révocables à tout instant (mandat impératif). 

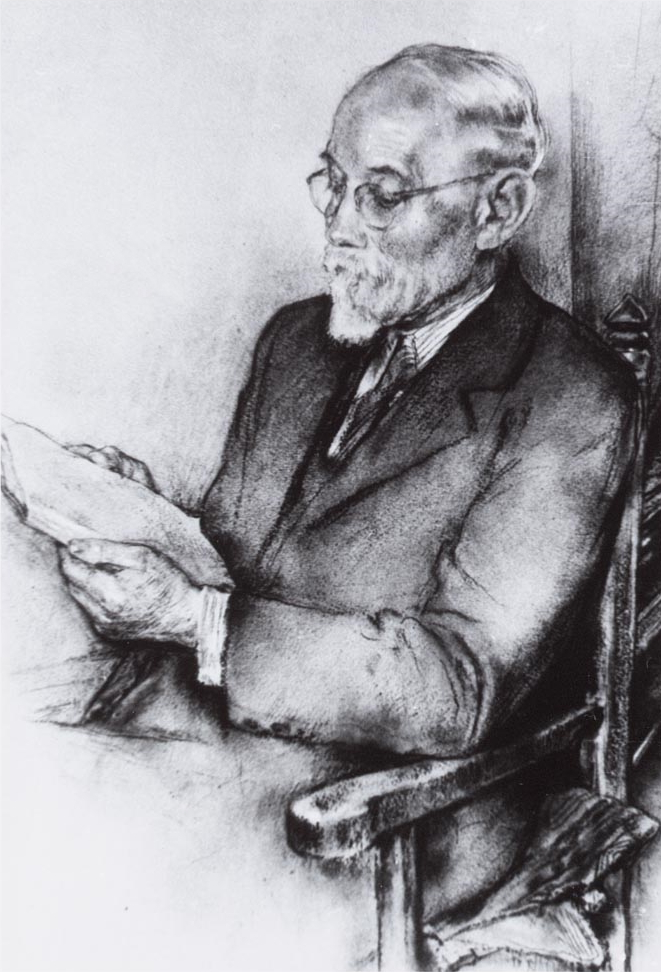
Anton Pannekoek, penseur marxiste du communisme de conseils.

Les conseils, dès le début de la révolution, contribuent au dépérissement de l'État. Les conseils sont en même temps le garant de la montée du communisme dans le processus révolutionnaire. Contrairement à la logique de Lénine optant pour un parti d'avant-garde de professionnels révolutionnaires prenant le contrôle de l'appareil d'État, Pannekoek considère que ce qui doit organiser la révolution sous la dictature du prolétariat sont les conseils ouvriers démocratiques :
« L'organisation conseilliste incarne la dictature du prolétariat. Il y a plus d'un demi-siècle, Marx et Engels ont expliqué comment la révolution sociale devait amener la dictature du prolétariat et comment cette nouvelle expression politique était indispensable à l'introduction de changements nécessaires dans la société. Les socialistes qui ne pensent qu'en termes de représentation parlementaire, ont cherché à excuser ou à critiquer cette infraction à la démocratie et l'injustice qui consiste selon eux à refuser le droit de vote à certaines personnes sous prétexte qu'elles appartiennent à des classes différentes. Nous pouvons voir aujourd'hui comment le processus de la lutte de classes engendre naturellement les organes de cette dictature : les soviets [donc les conseils]. »
Pour les conseillistes du Groupe des Communistes internationaux (néerlandais) : « Ce qui existe en Russie est un capitalisme d’État. Ceux qui se réclament du communisme doivent aussi attaquer ce capitalisme d’État ». « Le bolchévisme, capitalisme d’État et dictature des bureaucrates » selon le marxiste conseilliste Otto Rühle.
Le marxologue et communiste de conseils Maximilien Rubel considère que la vision et la position de Lénine sur la dictature du prolétariat est à l'origine du stalinisme, et est donc une trahison de la pensée de Marx. Notamment, Rubel s'appuie et critique un texte de Lénine intitulé "Les tâches immédiates du pouvoir des Soviets" (1918) pour affirmer cette préfiguration du stalinisme, particulièrement sur l'expression de "dictature personnelle" qu'emploie Lénine.
Ces analyses sont reprises par la suite par différents courants communistes, et dans les années 1960 par de nouveaux courants marxistes comme les conseillistes de l’Internationale situationniste.

### Articles connexes

Emblème du Parti communiste de l'Union soviétique.

Emblème du Parti socialiste unifié d'Allemagne, le parti au pouvoir en RDA.

#### Étude
- Serge Rolet, Marxisme-léninisme et modèles culturels en Union soviétique, Université Charles-de-Gaulle Lille-III, Institut Européen Est-Ouest.

#### Site d'archives
- Marxists.org : Archive internet des marxistes, site plurilingue proposant de nombreux textes d'auteurs marxistes.